# Coregonus baerii
Coregonus baerii es una especie de pez de la familia Salmonidae en el orden de los Salmoniformes.

## Alimentación
Come invertebrados  bentónicos y  planctónicos.

## Distribución geográfica
Se encuentra en Europa: Alemania, Polonia, Finlandia y Rusia.